# Sadie Frost
Sadie Liza Frost (Islington, 19 de junho de 1965) é uma atriz, produtora e designer de moda inglesa, que dirigiu a grife Frost French (até o seu fechamento em 2011) e a produtora de filmes Blonde to Black Pictures.

## Biografia
Frost nasceu em Islington, norte de Londres, em 1965, filho do artista psicodélico David Vaughan, que trabalhava para os Beatles, e sua musa então com 16 anos, a atriz Mary Davidson.
Ela descreveu sua infância como uma "experiência caótica, mas positiva", já que ela nasceu em Islington, mas passou grande parte de sua juventude em Ashton-under-Lyne, Lancashire, depois que seus pais se separaram. Seus pais tiveram seis relacionamentos entre eles, o que deu a ela dez irmãos, incluindo as atrizes Holly Davidson e Jade Davidson; a professora de escola primária Jessi Frost; irmãos chamados Gabriel Júpiter e Tobias Vaughan; e uma irmã chamada Sunshine Purple Tara Velvet.

## Carreira
Frost apareceu em um anúncio da Jelly Tots em 1968 aos três anos e apareceu com Morecambe e Wise em 1970 aos cinco anos. Ela conseguiu uma bolsa para a Academia Italia Conti, mas depois de um distúrbio alimentar precoce, ela desistiu de atuar aos 13 anos e foi para a Hampstead School. Durante a graduação, ela saiu de casa para fugir de seus pais e, em 1984, aos 19 anos, ela apareceu na peça Mumbo Jumbo no Royal Exchange Theatre, em Manchester, dirigida por Nicholas Hytner.
Como atriz, Frost atuou em Press Gang and Casualty. Seu primeiro papel no cinema foi em Empire State (1987), embora seu mais memorável aparição no filme é como a vampira Lucy Westenra em Bram Stoker's Dracula (1992), de Francis Ford Coppola. Ela ganhava a vida aparecendo principalmente em videoclipes, incluindo a canção "Common People" de Pulp, Planet Perfecto apresentando "Not Over Yet '99" de Grace e várias produções para Spandau Ballet, onde conheceu o primeiro marido Gary Kemp. Frost e Kemp apareceram juntos no filme The Krays (1990). Eles apareceram em mais dois filmes juntos. Um desses filmes, Magic Hunter (1994), exigia que eles participassem de uma cena de amor, embora estivessem separados na época.  
Frost contracenou com Jude Law na estreia na direção de Paul WS Anderson, Shopping. Depois de se casar com Law e ter três filhos com ele, ela cortou seus compromissos de atuação no final da década de 1990 e mudou-se para a produção e co-fundadora da produtora Natural Nylon.  
Em 1999, Frost co-fundou a grife Frost French com sua amiga Jemima French. A marca começou em lingerie e se expandiu para coleções de roupas. Em 2004 a Frost French    ganhou o prêmio do ano Elle Designers, ainda em  2004 ela escreveu, apresentou e produziu uma série curta What Sadie fez a seguir ... para a E4, e em 2005 apareceu em Eating with. . . Sadie Frost na BBC2 . Em março de 2006, Frost voou para a África do Sul para financiar parcialmente um orfanato para o projeto Homes of Hope. Em 2009, ela fez sua estreia no West End em Touched. . . Pela primeira vez, um novo show solo de Zoë Lewis, dirigido por Douglas Rintoul e produzido por Imogen Lloyd Webber.  
Em janeiro de 2010, Frost estrelou a peça Fool for Love ao lado de Carl Barat, ex- The Libertines. A peça foi exibida no teatro Riverside Studios.  

## Vida pessoal
Em 1981, aos 16 anos e dançando em um videoclipe, Frost conheceu Gary Kemp, do Spandau Ballet. Eles se casaram quando ela tinha 22 anos, pouco antes de seu 23º aniversário, em 7 de maio de 1988. O filho deles, Finlay, nasceu em 1990. Frost e Kemp foram casados por cinco anos e se divorciaram em 19 de agosto de 1995.
Frost conheceu Jude Law durante o trabalho no filme Shopping. Eles se casaram em 2 de setembro de 1997 e tiveram três filhos: um filho chamado Rafferty, nascido em 1996; uma filha chamada Iris Law nasceu em 2000 e outro filho, Rudy, nascido em 2002. Frost and Law se divorciaram em 29 de outubro de 2003. Frost nomeou a modelo Kate Moss como madrinha de Iris e o DJ Nick Grimshaw da BBC Radio 1 como padrinho de Rudy.
Ela é vegetariana.

## Filmografia
| Ano  | Título                                          | Função              | Notas |
| ---- | ----------------------------------------------- | ------------------- | ----- |
| 1987 | Empire State                                    |                     |       |
| 1989 | Diamond Skulls                                  | Rebecca             |       |
| 1990 | A Ghost in Monte Carlo                          |                     |       |
| 1990 | The Krays                                       |                     |       |
| 1992 | Drácula de Bram Stoker                          | Lucy Westenra       |       |
| 1993 | Splitting Heirs                                 | Angela              |       |
| 1994 | Magic Hunter                                    | Eva                 |       |
| 1994 | Shopping                                        | Jo                  |       |
| 1995 | A Pyromaniac's Love Story                       | Hattie              |       |
| 1996 | Crimetime                                       |                     |       |
| 1997 | Flypaper                                        |                     |       |
| 1997 | Bent                                            |                     |       |
| 1998 | Final Cut                                       | Sadie               |       |
| 1999 | Presence of Mind                                |                     |       |
| 1999 | Captain Jack                                    | Tessa               |       |
| 2000 | An Ideal Husband                                | Sra. Laura Cheveley |       |
| 2000 | Love, Honour and Obey                           | Sadie               |       |
| 2000 | Rancid Aluminium                                |                     |       |
| 2001 | Uprising                                        | Zivia Lubetkin      |       |
| 2008 | The Heavy                                       | holandês            |       |
| 2008 | Shoot on Sight                                  |                     |       |
| 2008 | Beyond the Rave                                 | Anjo caído          |       |
| 2014 | The Confusion of Tongues                        | Ela mesma           |       |
| 2014 | Deadly Virtues: Love.Honour.Obey.               | Mulher bonita       |       |
| 2015 | Molly Moon and the Incredible Book of Hypnotism | Sra. Alabastro      |       |
| 2015 | Set the Thames on Fire                          | Sra. Hortense       |       |
| 2020 | Waiting for Anya                                | Madame Jollet       |       |